# 뱅가드 그룹
뱅가드 그룹(영어: Vanguard Group)은 미국의 전문투자자문사(RIA, Registered investment adviser)이다. 1975년 5월 1일에 설립되어 펜실베니아주 맬번에 본사를 두고 있는 미국 등록 투자 자문사로, 2024년 5월 기준으로 약 9조 3천억 달러의 글로벌 자산을 관리하고 있다. 뱅가드는 뮤추얼 펀드 및 ETF 외에도 중개 서비스, 교육 계정 서비스, 재무 계획, 자산 관리 및 신탁 서비스를 제공한다. 뱅가드가 관리하는 여러 뮤추얼 펀드는 관리 대상 자산 기준으로 미국 뮤추얼 펀드 목록의 최상위에 랭크되어 있다. 뱅가드는 블랙록, 스테이트 스트리트와 함께 미국 기업에서 지배적인 역할을 하는 빅 3 인덱스 펀드 매니저 중 하나로 간주된다.
설립자이자 전 회장인 존 C. 보글은 개인 투자자가 이용할 수 있는 최초의 인덱스 펀드를 창설한 공로를 인정받았으며, 개인의 저비용 투자를 지지하고 주요 지원자였다. 렉스 신크필드도 최초의 인덱스 펀드를 오픈한 공로를 인정받았다. 보글보다 몇 년 전에 대중에게 공개되었다.
뱅가드는 회사가 관리하는 자금의 소유이므로 고객이 소유한다. 뱅가드는 대부분의 자금에 대해 투자자 주식과 제독 주식이라는 두 가지 클래스를 제공한다. 제독 주식은 비용 비율이 약간 낮지만 최소 투자 금액이 더 높으며, 종종 펀드당 $3,000에서 $100,000 사이이다. 뱅가드의 본사는 필라델피아 교외의 말번에 있다. 노스캐롤라이나주 샬럿, 텍사스주 댈러스, 워싱턴 D.C., 애리조나주 스코츠데일은 물론 캐나다, 호주, 아시아, 유럽에 위성 사무소를 두고 있다.

## 같이 보기
- 자금시장